# Doręczyciel (serial telewizyjny)

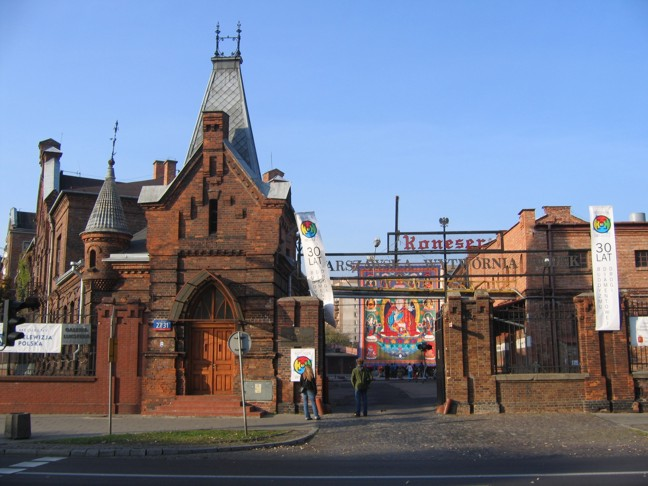
Dawna Warszawska Wytwórnia Wódek „Koneser” – filmowa siedziba firmy kurierskiej „Błysk”

Doręczyciel – polski serial obyczajowy, emitowany w telewizji TVP1 od 1 marca do 31 maja 2009. Główną rolę upośledzonego umysłowo warszawskiego kuriera gra Artur Barciś. Określany mianem „polskiego Forresta Gumpa”.
Serial był realizowany od 6 listopada 2007 do 8 marca 2008 (zdjęcia trwały 88 dni). Zdjęcia do serialu powstały w Warszawie.

## Obsada
- Artur Barciś – Janek Kaniewski
- Lucyna Malec – Marysia Gradomska
- Radosław Pazura – Zbigniew „Zbyk” Lewicki
- Barbara Kałużna – Diana Albrecht
- Waldemar Błaszczyk – Rafał Kmiecik
- Jerzy Schejbal – Janusz Lewicki
- Magdalena Kacprzak – Ala Rojek
- Rafał Cieszyński – Marek Kowal
- Natalia Strzelecka – Helena Górska
- Grzegorz Kwiecień – Boogie
- Jacek Lenartowicz – Zyga
- Władysław Kowalski – Juraś Milczek
- Ewa Kania – Barbara Rojkowa, matka Ali
- Emilian Kamiński – piosenkarz Bernard Rudacki
- Elżbieta Zającówna – Jolanta Rudacka
- Elżbieta Kępińska – Krystyna Gradoń
- Jan Machulski – prezes Fryderyk Gradoń, szef firmy kurierskiej
- Anna Dymna – pani Hania Leszczyńska
- Dorota Zięciowska – ciocia Basia z Augustowa
- Maja Komorowska – Łucja Kaniewska (głos)
- Karol Stępkowski – kierownik klubu
- Aleksander Trąbczyński – lekarz
- Katarzyna Skarżanka – pielęgniarka PCK
- Andrzej Grąziewicz – Kot-Bury, prezes firmy cukierniczej
- Grzegorz Stosz – barman
- Dominik Łoś – chłopak zbierający na piwo
- Jacek Kałucki – detektyw
- Anna Grycewicz – kobieta w ciąży
- Jarosław Budnik – mecenas Kota-Burego
- Wojciech Skibiński – Władek

## Spis odcinków
| Nr | Data emisji | Tytuł                  | Oglądalność |
| -- | ----------- | ---------------------- | ----------- |
| 1  | 01.03.2009  | Praca                  | 5 564 890   |
| 2  | 08.03.2009  | Urodziny               | 5 286 200   |
| 3  | 15.03.2009  | Oświadczyny            | 4 516 550   |
| 4  | 22.03.2009  | Ważna przesyłka        | 4 749 360   |
| 5  | 29.03.2009  | Boogie                 | 3 883 940   |
| 6  | 05.04.2009  | Reklama                | 3 172 830   |
| 7  | 12.04.2009  | Kameleon               | 2 389 300   |
| 8  | 19.04.2009  | Przesłuchania          | 3 126 420   |
| 9  | 26.04.2009  | Dziecko                | 2 784 090   |
| 10 | 03.05.2009  | Kinderbal              | 2 636 337   |
| 11 | 10.05.2009  | Lekcje przedmałżeńskie | 2 663 000   |
| 12 | 17.05.2009  | Ucieczka               | 2 885 158   |
| 13 | 24.05.2009  | Fałszywy tata          | 2 698 688   |
| 14 | 31.05.2009  | Nowe życie             | 3 494 895   |